# リアルレーシング3
リアルレーシング3（Real Racing 3）は、エレクトロニック・アーツ（EA）開発のスマートフォンおよびタブレット端末向けのレースゲーム。アイコンは、メルセデスAMG GTブラックシリーズが映されている。

## 最新のアップデート(v10.6)の概要

### 新たな車
- メルセデスAMG GTブラックシリーズ　　 PR60.5-77.7　　　750ゴールド

- アウディ クワトロB2 　　　　　　　　　PR3.5-14.5    　  225ゴールド

- アウディ R8(2021)　　 　　PR61.8-79.9    ラウンド10で無料獲得
- ポルシェ 911GT2RS クラブスポーツ25 　PR77.4－95.3　900ゴールド

### 新たなステージ
シーズン1に「自動車の象徴」を追加
シーズン1に「グレートエイト」を追加
シーズン1に「不屈」を追加
シーズン1に「ドイツの戦いⅢ」を追加

### 新ステージの使用車両
1. 「オートアイコン」  (マツダ RX-3・日産240Z・アウディ クワトロB2）
2. 「グレートエイト」  (フェラーリ F8トリブート・アウディR8(2021)・シボレー コルベットC8 Z06)
3. 「Deutsch Duel Ⅲ」(BMW M5・ポルシェ GT3RS(2018)・メルセデスAMG GTブラックシリーズ)

　  4．「不屈」(ブラハムBT62・ベントレーコンチネンタルGTスピード(2021)・ポルシェ 911GT2RS クラブスポーツ25)

### 新たな限定シリーズ
「アストンマーチン ヴァルハラ」の限定シリーズを追加
「シボレー コルベットC8 Z06」の限定シリーズを追加
「シボレーカマロ ZL1 １LE」の限定シリーズを追加

### その他の変更
影になった時のマシンがよりリアルに
ゴールド獲得のオファーを追加
新たな推奨パックの追加

### スペシャルイベント
アキュラ NSX(2017) リミテッドシリーズ
アルファロメオ 4C リミテッドシリーズ
アウディ クワトロB2リミテッドシリーズ
ポルシェ 911GT2RS クラブスポーツ25リミテッドシリーズ
フォーミュラE　ニューヨーク　タイムトライアル・コンペティション
シーズン1TTC

### 復刻イベント
トラックデイ：F8トリブート(フェラーリ F8トリブート)
トラックデイ：(ポルシェ 911GT2RS クラブスポーツ)

### 期間限定イベント
トラックデイ：ブラックシリーズ

### ラウンドハブラウンド10が開始！
ここで今アップデートで追加されたアウディ R8(2021)が獲得できます
※指定されたVPポイントが獲得できれば

### アップデート可能日時(日本版)
2022年8月2日よりダウンロードが開始できます。

### 次のアップデート予定
2022年9月12日以降を予定

## これまでの主なアップデートによる変更

### 新たな車
- アストンマーチン ヴァルハラ　　 PR92.0-110.4　　　1,150ゴールド

- シボレーコルベットC8 Z06 　　　PR60.0-75.4    　  600ゴールド

- シボレー カマロZL1 １LE　　 　　PR50.4-68.0    ラウンド9で無料獲得

### 新たなステージ
シーズン1に「エイペックス・オートモービル」を追加
シーズン1に「コルベット対決」を追加
シーズン1に「モダンマッスル」を追加

### 新ステージの使用車両
1. 「エイペックス・オートモービル」  (ロータス エビ―ジャ・アポロ IE・アストンマーチン ヴァルハラ）
2. 「コルベット対決」  (スティングレーC8・C7 ZR1・C8 Z06)

　  4．「モダンマッスル」(キャデラック CT5-V・フォード シェルビー　　　GT500(2021)・カマロ ZR1 1LE)

### 新たな限定シリーズ
「ポルシェ 718ケイマンGT4(2022)」の限定シリーズを追加
「ランボルギーニ カウンタック(2022)」の限定シリーズを追加

### その他の変更
影の中でマシンが想像以上に暗くなるバグを修正
マシンの反射がよりリアルになるように改善
フォーミュラEニューヨークコースのレイアウト追加

### スペシャルイベント
ベントレー コンチネンタルGT3 リミテッドシリーズ
フェラーリ F40LM リミテッドシリーズ
シボレー コルベットC8 Z06リミテッドシリーズ
フォーミュラE　ニューヨーク　タイムトライアル・コンペティション
フォーミュラE　ベルリン　タイムトライアル・コンペティション

### 復刻イベント
クラブデイ：Divo(ブガッティ ディーボ)
スピードラッシュ TVチャレンジシーズン4 (ブガッティ シロンスポーツ)

### 期間限定イベント
フォーミュラE2022　ニューヨークシティ　E-prix
勝利かヴァルハラか

### ラウンドハブラウンド9が開始！
ここで今アップデートで追加されたシボレー カマロZR1－1LEが獲得できます
※指定されたVPポイントが獲得できれば

### アップデート可能日時(日本版)
2022年6月21日よりダウンロードが開始できます。

### 次のアップデート予定
2022年8月1日以降を予定

### 新たな車
- ランボルギーニ カウンタック(2022)　　 PR67.6-86.1　　　750ゴールド

- ポルシェ 718ケイマンGT4RS 　　　　　PR46.2-64.0     　  450ゴールド

- アウディ RS3　　　 　　　　　　　　PR31.4-50.3    ラウンド8で無料獲得
- アウディ e-tron FE07    　　　　　　　PR57.2-61.9   　   M$2,250,000
- NIO 333 001　　　　　　　　　　　　PR57.1-61.8          M$2,250,000
- メルセデスEQ シルバーアロー02          PR57.3-62.0          M$2,250,000
- Dragon/Penske EV-5                        PR57.1-61.8          M$2,250,000
- DS  Techeetah E-tense FE21            PR57.3-62.0           M$2,250,000
- タグホイヤーポルシェ 99Xエレクトリック  PR57.2-61.9     M$2,250,000
- ROKITメルセデスEQ　シルバーアロー02  PR57.2-61.9       M$2,250,000
- ジャガー Iタイプ5　　　　　　　　　　PR57.3-62.0          M$2,250,000
- 日産 IMO3                                        PR57.1-61.8          M$2,250,000
- BMW Ife.21                                      PR57.2-61.9          M$2,250,000
- Mahindra  M8Erectro                        PR57.1-61.8           M$2,250,000

### 新たなステージ
フォーミュラEに「シーズン8(2021－22)」を追加
シーズン1に「モダンクラシック」を追加
シーズン1に「ランボルギーニラブレター」を追加
シーズン1に「レース用タイタン」を追加

### 新ステージの使用車両
1. 「シーズン8(2021-2022)」(2022フォーミュラマシン全て)
2. 「モダンクラシック」  (アストンマーチン ヴァンテ―ジ59・キャデラック CT5-V・ポルシェ718ケイマンGT4(2022)）
3. 「ランボルギーニラブレター」  (ウラカン R3-Spec・ウラカンSTO・カウンタック(2022))

　  4．「レース用タイタン」(日産 フェアレディZ NISMO・フォルクスワーゲン XLスポーツ)

### 新たな限定シリーズ
「ケーニグセグ ジェスコ」の限定シリーズを追加
「キャデラック CT5-V」の限定シリーズを追加
「シボレー コルベットC7 ZR1」の限定シリーズを追加

### その他の変更
ベルリンサーキットに朝と夕方バージョンを追加
イースターチョコレートのカラーリングを削除

### スペシャルイベント
シボレー コルベットC8 スティングレー リミテッドシリーズ
ランボルギーニ カウンタック(2022) リミテッドシリーズ
シボレー コルベットC6.RGT2リミテッドシリーズ
マクラーレン P1 GTR TTC
ポルシェ718ケイマンGT4(2022) リミテッドシリーズ
フォーミュラE　ベルリン　タイムトライアル・コンペティション

### 復刻イベント
ファーストフライト(アストンマーチン ヴァルキリー)
シルバー・ツアラー (メルセデスベンツ CLK-LM)

### 期間限定イベント
フォーミュラE2022　ベルリンE-prix

### ラウンドハブラウンド8が開始！
ここで今アップデートで追加されたアウディRS3が獲得できます
※指定されたVPポイントが獲得できれば

### アップデート可能日時(日本版)
2022年5月10日よりダウンロードが開始できます。

### 次のアップデート予定
2022年6月20日以降を予定

### 新たな車
- ケーニグセグ ジェスコ　　　    　 PR84.1-100.2　　　1,100ゴールド

- メルセデスベンツ C63S 　　　  　 PR33.3-53.7     　  ラウンド7で無料獲得

- シボレー コルベットC7 ZR1　　　 PR49.4-67.4   　　  550ゴールド
- キャデラック CT5-V  Blackwing    PR41.7-60.3   　    525ゴールド

### 新たなステージ
シーズン1に「ベヒーモスブリッツ」を追加
シーズン1に「勝者がすべてを得る」を追加
シーズン1に「ラピッド・ライバルズ」を追加
シーズン1に「アメリカンクラシックⅡ」を追加

### 新ステージのポイント
1. 「ベヒーモスブリッツ」(BMW M4・メルセデスベンツ C63S)　
ヨーロッパ、ドイツが生産する2つのホットスポーツセダンの熱きバトル。
AMGパワーとMパワーの熾烈な戦い。
2. 「アメリカンクラシックⅡ」  (ダッジ バイパーSRT10・フォード シェルビーGT500(2020)・シボレー コルベットC7 ZR1)
今作2つ目のアメリカンクラシックステージ。ダッジ・フォード・シボレーのアメリカの3大メーカーが
技術を集結して生産した3台のネオクラシックスポーツカーがおくるレース。
3. 「ラピッド・ライバルズ」  (ダッジ チャレンジャーヘルキャット・シボレーコルベットスティングレー・キャデラック CT5-V)

　　　アメリカンクラシックシリーズに続く新たなアメリカン新ステージ。realracing3初のキャデラックの一般車両追加に伴う
　　　熱き戦い。　　
　  4．「勝者がすべてを得る」(アゲ―ラR・アゲ―ラRS・ジェスコ)
　　　　世界最速の車を生産し続けるケーニグセグの年別の最速カーが繰り広げる高速レース。勝つのはアゲ―ラシリーズか。
　　　　それとも最新スーパーカーのジェスコか。

### 新たな限定シリーズ
「アポロ IE」の限定シリーズを追加
「ポルシェ 911GT3(2021)」の限定シリーズを追加

### その他の変更
パトリックの日のステッカーの削除
イースターチョコレートのカラーリングを追加
アンドロイドのターゲットSDKをアンドロイド12に更新
ゲーム内で撮影した写真のメーカーロゴなどを移動・削除できるように調整
イベント等で獲得したマシンは、報酬画面でカスタマイズを確認できるよう変更
イベントの報酬表示では、累計報酬も確認できるように変更

### スペシャルイベント
シボレー コルベットC7 ZR1 リミテッドシリーズ
ランボルギーニ エッセンツァSCV12 リミテッドシリーズ
フェラーリ375 F1 TTC
フォルクスワーゲン ID.R TTC
ロータス エビ―ジャ リミテッドシリーズ

### 復刻イベント
サーキット・ブレイカー(フォルクスワーゲン ID.R)
Longtailの遺産 (マクラーレン 765LT)

### 期間限定イベント
一か八か(ケーニグセグ ジェスコ)
トラックデイ：Blackwing(キャデラック CT5-V)

### ラウンドハブラウンド7が開始！
ここで今アップデートで追加されたメルセデスベンツ C63Sが獲得できます
※指定されたVPポイントが獲得できれば

### アップデート可能日時(日本版)
2022年3月29日よりダウンロードが開始できます。

### 次のアップデート予定
2022年5月9日以降を予定

### 写真モード＋
ガレージのマシンを閲覧中に端末を傾けることで、カメラの位置やアングルを操作し、完璧な
写真を撮れるようになる新機能
※この機能は、ベータ版であり、現在はIOS端末のみ使用できます。

### 新たな車[編集]
- BMW M4 GT3 　　　 　　　　　　 PR66.9-85.9　　　R$1,325,000

- BMW M4 　　　 　　　　　　　 PR33.0-53.6 　ラウンド6で無料獲得

- ポルシェ 911 GT3(2021)　　　　 PR49.3-66.8 　　525ゴールド
- アポロ インテンサエモツィオーネ PR84.0-100.0 　1100ゴールド

### 新たなステージ[編集]
GT3に「2022年シーズン」を追加
シーズン1に「神話の戦い」を追加
シーズン1に「ポルシェパラダイス」を追加
シーズン1に「アルティメットM」を追加

### 新ステージのポイント[編集]
1. 「2022年シーズン」(BMW M4 GT3)　
1年ぶりのGT3の新シリーズ。新型の独特のスタイルを持ったM4をベースとした
レーシングマシンが繰り広げる熱き戦い。このモンスターマシンを乗りこなせ‼
2. 「神話の戦い」 (ランボルギーニ アステリオン・ブガッティ シロンスポーツ・アポロ IE)
世界のスーパーカーが繰り広げるファストスピードの試合。
3. 「ポルシェパラダイス」 (911ターボ[2009]・911GT2[2003]・911GT3[2021])

　　　　　2002年、2009年、2021年当時の最速ポルシェたちが繰り広げるバトル。勝つのは
　　　　　レーシング規格の旧型GT2か、それとも、加速・最高速モンスターの911ターボか、
　　　　　はたまた、最新テクノロジーをもってした新型GT3か。
　 4．「アルティメットM」(M6クーペ・M2コンペティション・M4[2021])
　　　　軽量化の王のM2とパワフルハイパワーマシンのM5、そして新型の技術を導入したM4たち
　　　　による、最速Mシリーズ決定戦

### 新たな限定シリーズ[編集]
「ランボルギーニ ウラカン STO」の限定シリーズを追加
「日産 リーフニスモRC」の限定シリーズを追加

### その他の変更[編集]
パトリックの日のステッカーの追加
カタロニアコースに「Sunset」のバリエーションを追加
スパフランコルシャンコースに「Sunset」のバリエーションを追加
ドバイGPコースに「正午」の時間設定を追加
ドバイコース全体に「Sunset」のバリエーションを追加
一部のイベントが2回カウントされるバグを修正

### スペシャルイベント[編集]
ポルシェ RSスパイダーエボリミテッドシリーズ
RR3 9周年TTC(シボレーカマロ2017無料配布)
BMW M5 リミテッドシリーズ
BMW M4 GT3 TTC
ポルシェ 911 GT3(2021)リミテッドシリーズ

### 復刻イベント[編集]
CLUB Day:Venom F5(ヘネシー ベノムF5)
Brabham Royale (ブラハム BT62)

### 期間限定イベント[編集]
RACE Day:M4 GT3
Club Day:Apollo IE

### ラウンドハブラウンド6が開始！[編集]
ここで今アップデートで追加されたBMW M4(2021)が獲得できます
※指定されたVPポイントが獲得できれば

### 新たな車
- ランボルギーニ  ウラカンSTO 　　　     PR65.1-82.9　700ゴールド

- 日産  リーフニスモRC　　　　　　　　  PR42.6-60.2     600ゴールド

- フォルクスワーゲン  XLスポーツ　　　　PR23.7-45.2   ラウンド5で無料獲得

### 新たなステージ
シーズン1に「迫り来る嵐」を追加
シーズン1に「ショック・ショーダウン」を追加
シーズン1に「ホールインワン」を追加

### 新ステージのポイント
1. 「迫り来る嵐」　(ウラカンスーパートロフェオエボ・ウラカンSTO)　
新旧超高性能のウラカン対決。ウラカンEVOの最高峰のウラカンスーパートロフェオエボ
か、最高速度310キロを超えるウラカンSTOか。
2. 「ショック・ショーダウン」　(ルノーデジールコンセプト・日産リーフニスモRC)
フランスvs日本‼それぞれのメーカーが用意する電気自動車同士のバトル。
ルノーか、日産か。
3. 「ホールインワン」(ゴルフGTI・XLスポーツ)
新旧のフォルクスワーゲンレーシングマシンが繰り広げられる熱いバトル。
勝つのは新型ホットハッチのゴルフGTIか、それとも高性能エンジンを持つクーペ
のXLスポーツか。

### 新たな限定シリーズ
「ブガッティ ボライド」の限定シリーズを追加
「ベントレー  コンチネンタルGTスピード」の限定シリーズを追加
「ポルシェ  911ターボS」の限定シリーズを追加

### その他の変更
クリスマスステッカーの削除
レッドブルリングに「Dawn」と「Sunset」のバリエーションを追加
モナコとレッドブルリングのコースを「F1 2021年シーズン」に追加

### スペシャルイベント
ランボルギーニ  ウラカンSTOリミテッドシリーズ
2021ポルシェ 911RSR TTC
ランチア LC2リミテッドシリーズ
日産 リーフニスモRC限定シリーズ

### 復刻イベント
Motor fiesta 2(パガーニ ウアイラBC)

### 期間限定イベント
フォーミュラ1　グランプリデモナコ2021
フォーミュラ1　オーストリアグランプリ2021

### ラウンドハブラウンド5が開始！
ここで今アップデートで追加されたフォルクスワーゲン XLスポーツが獲得できます
※指定されたVPポイントが獲得できれば

### 新たな車
- ブガッティ ボライド 　　　　　　　　　　PR96.0-115.0　1150ゴールド

- フォルクスワーゲン ゴルフGTI(2021)　　PR15.4-36.2 ラウンド4で無料獲得

- ポルシェ 911GT3 RSR(997)　　　　　 　PR57.0-77.4 M$1,900,000

- アストンマーティン V8ヴァンテ―ジGT2　PR57.0-77.4 M$1,900,000

### 新たなステージ
エンデュランスGTレーシングに「GT2 2009年」を追加
シーズン1に「ホットマッチパワーマッチ3」を追加
シーズン1に「最強」を追加

### 新ステージのポイント
1. 「ホットマッチパワーマッチ3」　(ホンダシビックタイプR・ルノークリオカップ・ゴルフGTI)
好評のホットマッチパワーマッチシリーズの第3弾。
勝つのは栄華を誇ったクリオか。それとも爆発的なヒットを誇ったTYPE Rの原点の
シビックか。それとも最新ホットハッチのゴルフか。
ハッチバック特有の三台のFFマシンを乗りこなせ‼
2. 「最強」(ブガッティボライド)
数々のハイパワーマシンを作ってきたブガッティのレース専用マシン。
このショーケースで思う存分マシンの性能を発揮させよう‼
3. 「GT2 2009年シリーズ」(ポルシェ911GT3 RSR [997]・アストンマーチンV8ヴァンテ―ジGT2 )
2009年のGT2王者の二台でライバルを追い抜かそう。
チャンピョンは911かヴァンテ―ジか。

### 新たな限定シリーズ
「ブガッティ ラ ヴォワトュール ノワール」の限定シリーズを追加
「BMW M3[E30]」の限定シリーズを追加

### その他の変更
クリスマスステッカーの追加
ハロウィンステッカーの削除
ポルシェテストトラックの各コースに夕方ver.を追加

### スペシャルイベント
フォーミュラ1タイムトライアルコンペティション
ポルシェ 911GT3 RSR(997)　限定シリーズ
アストンマーティン V8ヴァンテ―ジGT2リミテッドシリーズ

### 復刻イベント
継承者(フェラーリ812スーパーファスト)
RACE DAY:ヴィンテージ(アルファロメオ155 V6 TI)
RACE DAY:911 GT3 R

### 期間限定イベント
フォーミュラ1　JAPANESE GRAND PRIX 2021
フォーミュラ1　エティハド航空アブダビグランプリ 2021
道の終わり(ブガッティ ボライド)

### ラウンドハブラウンド4が開始！
ここで今アップデートで追加されたフォルクスワーゲン ゴルフGTI(2021)が獲得できます
※指定されたVPポイントが獲得できれば

### 新たな車
- ベントレーコンチネンタルスピード(2021)　　PR70.9-90.2   750ゴールド
- シボレーカマロZ/28(Racing)　　　　　　　  PR21.9-42.9　 ラウンド3で無料獲得
- ブガッティ ラ ヴォワトュール ノワール　　　PR82.3-98.2    1000ゴールド

### 新たなステージ
エンデュランスGTシリーズの「1960年代エンデュランスシリーズ」にシボレーカマロZ/28を追加
シーズン1に「オールブリティッシュバトル」を追加
シーズン1に「ヒストリア・イン・モーション」を追加

### 新たな限定シリーズ
「シボレーコルベットグランスポーツ」の限定シリーズを追加
「シボレーコルベットスティングレー(C8)」の限定シリーズを追加

### その他の変更
ハロウィンデカールの追加
ゲームファイルサイズの縮小
バグ修正

### スペシャルイベント
CLUB DAY：ラ ヴォワトュール ノワール
フォーミュラ1アラムコアメリカグランプリ2021
フォーミュラ1ロレックスベルギーグランプリ2021

### 復刻イベント
720度(マクラーレン720GT3)
RACE DAY:BMW M4 GT4

### 期間限定イベント
フェラーリ488GT3限定シリーズ
フェラーリ488GT3TTC
フォーミュラ1タイムトライアル・コンペティション
Bentley Continental GT Speed (2021)限定シリーズ

### ラウンドハブグラウンド3が開始！
ここで今アップデートで追加されたシボレーカマロZ/28(Racing)が獲得できます
※指定されたVPポイントが獲得できれば

### ｖ9.6  -フォーミュラ1～2021～アップデート
- 911RSR(2021)、シアン、RS5クーペの追加
- これまでの全F1マシンの2021年式モデルの追加
- 新機能のラウンドハブの追加
- キャリアモードに「シリーズ1」を追加
- モータースポーツ内に「F1エキシビション」「2021年シリーズ」の追加
- エンデュランスGTレーシング内に「2021年シリーズ」の追加

- グラフィックの向上

### 新たな車
- BMW M3 [E30](1985)
- Chevrolet corvette Grand sport(1962)
- Porsche 911 Turbo S(992型)

### 新たなステージ
シーズン1に「シュテュットガルト対ミュンヘン」を追加
シーズン1に「美しい獣」を追加
エンデュランスGTレーシングの「1962年シーズン」にChevrolet corvette Grand sportを追加

### 新たな限定シリーズ
「AUDI RS5 クーペ」の限定シリーズを追加
「ランボルギーニ　シアン[FKP 37]」の限定シリーズを追加

### その他の変更
モンツァにイブニングバリアントを追加
ターマックテクスチャの更新
車の反射についてのバグの修正

### 期間限定イベント
Porsche 911 turbo S リミテッドシリーズ
NASCAR デイトナタイムトライアルコンペティション
Porsche 935 リミテッドシリーズ

### 復刻イベント
アグレッシブ・アンビション(アゲーラRS)
パフォーマンスのピクナル(セナGTR)

### スペシャルイベント
フォーミュラ1グランプレミオ D’ITALIA 2021
フォーミュラ1シンガポール航空シンガポールグランプリ 2021

### ラウンドハブグラウンド2が開始！
ここで今アップデートで追加されたM3[E30]とコルベットグランスポーツが無料で獲得できます。
※必要なVPを獲得出来たら。

### 車についての変更
フェラーリ250GTOの購入、点検、チューニング通貨がR$→M$に変更
マクラーレン765LTのPRが低くなるバグを修正したため、最大PR65.8→83.5に修正

## 概要
エレクトロニック・アーツ社がスマートフォンおよびタブレット端末で展開している同名シリーズの第3作目にあたる。開発元は同社のスタジオのひとつであるFiremonkeys Studios。今作は従来とは異なり基本無料ダウンロードでアイテム課金制を採っている。また発売元がエレクトロニック・アーツに変更されている。細部までモデリングされた実在するマシンとサーキットを舞台としたドライビングシミュレーター系統である。

## システム

### 操作方法
3種類のステアリング方法から選べる。
- 端末のジャイロスコープ(角加速度計)を利用する（傾けて操作）
- ハンドル（バーチャルステアリング、画面をスワイプ）
- ボタン（画面の左右を押しっぱなしにする）

次にアクセルを自動または手動にするかが選べる。ブレーキは手動のみ（自動についてはアシストとなる）。またトランスミッションについてはドラッグレースを除き基本的に自動（AT）で行われる。
初心者向けの機能としてドライバーアシストがある。使用しても別にペナルティはない（なおアシストなしの実績が存在する）が、期間限定イベントでは強制的に解除されることもある。
- ステアリングアシスト - ステアリング操作をアシストする。強弱変更可能。
- トラクションコントロール - 横滑り防止装置のようなもので、車が安定する。オン/オフのみ。
- ブレーキアシスト - カーブや他のマシンに対してブレーキを自動でかける。強弱変更可能。また使用時でも手動でブレーキを行うことも可能である。

### 通貨
- R＄ - 仮想通貨のひとつで、基本的にレース報酬として貰えるが、課金で入手することもできる。マシンの購入およびアップグレード、点検などに使用可能。
- ゴールド - R＄の上位にあたり、基本的には課金することで入手できる仮想通貨。微量ではあるがイベント報酬やキャリア達成率、実績達成やドライバーレベルアップでも入手可能。期間限定イベントのスキップ、アップグレードや点検・マシンの納車時間の短縮などが行える。またR＄で購入できない一部のマシンやアップグレードにも使用する。
- M＄ - 仮想通貨のひとつ。2019年モデルのフォーミュラ1や一部のモータースポーツのマシンの購入やアップグレードに使用できる。1日に最大で250000まで入手可能である。基本的にフォーミュラ1などのレースで獲得できるが、課金でも入手できる。

### マシン関係
- R＄またはゴールド(フォーミュラ1及び一部のモータースポーツのマシンはM＄)で購入する。中には購入条件として一定のキャリア進行度が必要なものもある。R＄で購入時のみ納車時間が存在し、時間経過またはゴールドで使用できるようになる。
- マシン購入時（後でも可能）にマシンを「VIP待遇」にするか問われる。待遇には課金が必要となるが、アップグレード時の待機時間を無くすことができる。

- マシンにはゲーム内数値としてPR（Performance Rating）が存在する。PRはマシンの性能によって算出され、PRによる制限（規定以下は使用禁止）が行われているレースも存在する。一度ゴールドトロフィーを獲得すると、PR制限は解除される。

- アップグレードは性能・PRを上昇させることができる。アップグレードの幅・量（アップグレードツリー）はマシンのPRなどに左右され、高性能なマシンほど多くなる。
  - マシンのフルアップグレードを達成すると耐久力2倍、カスタマイズ無料、ドライブ値無限といったメリットがあり、マシンのスペック表が青色になる。また、一部マシンはフルアップグレードすることにより、限定シリーズがアンロックされるものもある。
  - 一部のモータースポーツカテゴリーでは、マシンだけでなく、ドライバーのレベルアップ(ゴールドを消費してアップグレードする)するシステムがある。レースをすると、ドライバーに経験値が貯まり、一定以上になるとレベルアップが可能になる。

- カスタマイズはマシンの塗装・リム・最低地上高（車高）の変更とステッカーを貼ることができる。基本的にゴールドで行うことができる（期間限定でR＄も使用可能、またステッカーはデフォルトのみ無料で使用可能）これらはフルアップグレードですべて無料となる。なお、一部マシン（フェラーリやレーシングカー）はカスタマイズに制限があることもある。

- マシンはレースすることでコンディションが低下する。要修理となった場合、使用することもできるが通常時より性能が低下する。その場合点検を行うことで全回復できる。金額（R＄）、点検時間は要修理のコンディションと関係はなくマシンのPRなどによって決まる。点検中は使用できない。フルアップグレードすると耐久力が従来の2倍となる。
  - コンディションは走行距離のほか、レース時に受けたマシンの損傷にも影響を受ける。マシンを壁や他のマシンに当てたり、オフロード（サーキットコース外）を走行するなど乱暴な運転を繰り返すと大きく低下しやすくなる。マシンのダメージ表現もあるため、見た目が悪くなったりランプが点灯しなくなることもある[6]。
  - また追加レース報酬として「クリーンレースボーナス」があるが、マシンの損傷箇所によって減額されていく。ただし、スピードスナップ、オートクロス、ドラッグレース、タイムトライアルでは付与されない。コースアウト、衝突が少ないほどより多く獲得できる。コースアウト、衝突によって発生するマシンの損傷箇所は以下のとおりである。特に、ギアボックス、ディファレンシャル、車軸の修理費は高いので注意が必要である。フォーミュラ1関連のマシンには修理費は請求されない。また、車種によっては損傷しない部分もあり、損傷しているかどうか判別が難しいマシンもある。PRの高いマシンほど修理費が高くなる傾向にある。損傷した部分は、レース終了後に自動で修復される。

- フロントバンパー損傷
- フロントガラス損傷
- ボンネット損傷
- ヘッドライト損傷
- ホイール損傷
- ホイールベアリング損傷
- フライホイール損傷
- ブレーキディスク割れ
- ミラー損傷
- 左側ドア損傷
- 右側ドア損傷
- リアガラス損傷
- リアバンパー損傷
- テールライト損傷
- マフラー損傷
- リアダメージ
- 点火プラグ導線損傷
- 点火プラグ損傷
- ラジエーター漏れ
- ウォーターポンプ漏れ
- ブレーキライン漏れ
- 冷却剤漏れ
- ギアボックス損傷
- ECU故障
- 空気フィルター詰まり
- 車軸損傷
- 燃料フィルター損傷
- ディファレンシャル損傷
- エキゾースト損傷
- エキゾーストマニホールド損傷
- 燃料ポンプ損傷

このうち、外観を見ただけで判定できる損傷箇所及びマシンへの影響を挙げる。
最高速度ダウン
- フロントガラス損傷
- ヘッドライト損傷
- ミラー損傷
- テールライト損傷
- リアガラス損傷

加速力ダウン
- ボンネット損傷
- 左側ドア損傷
- 右側ドア損傷
- リアダメージ

グリップ力ダウン
- フロントバンパー損傷
- リアバンパー損傷

### その他
- プレイヤーにはレベルが存在し、レース報酬のひとつである「名声」（経験値）を貯めることでレベルアップする。レベルアップでゴールドが入手できる。
- 実績は達成するとゴールドが手に入る。

- レースの相手となるCPUにはTSM（Time Shifted Multiplayer）と呼ばれるシステムが導入されている。これは他プレイヤーの記録を元に作られているため、プレイヤーのカスタマイズも反映されている。

- クルーと呼ばれるお助けキャラが存在する。レース前に雇い、そのレースで勝利する（1位となる）ことで効果を発揮する。無料で雇えるが、一度使用すると待機時間が発生する。待機時間中はゴールドを使用する必要がある。レースで勝利を繰り返したり、ドライバーレベルを上げることで待機時間が短くなる。フォーミュラ1関連のレースでは、雇うことができない。
  - マネージャー - R＄2倍
  - エージェント - 名声（経験値）2倍
  - エンジニア - 点検維持（コンディションの維持）

- 自分のマシン閲覧中やレース・リプレイ中にいつでも写真を撮ることもできる（シングルプレイのみ）。写真は本体保存のほかFacebookなどのSNSに上げることも可能である。
- R＄やゴールド、アップグレードや点検時間は少しではあるものの、無料広告動画閲覧で入手・短縮が可能な時がある。

## レース

### イベントルール
カップ
CPUまたはほかのプレイヤー（マルチプレイヤー時）と共にサーキットを周回する。ゴールラインを切った順番で順位が決定する。記録が全く同じの場合、ベストラップの速い方が上位に選ばれる。
1 ON 1
1対1で、先にゴールした方が勝ち。
エリミネーション
スタート後、20秒ごとに最下位から順に脱落していく。脱落時の順位が結果となり、最後まで残れば1位となる。
ハンター
「ハント対象」とプレイヤーのみでサーキットを走る。対象となる車はプレイヤーより先にスタートし、一定の時間が経った後自車もスタートする。ゴール時に対象の車からの距離によって順位が決定する。最大で何m引き離したかではないので注意。距離はレースによって異なり、必ずしも追い越さなければならない訳ではない。
エンデュランス
制限時間内にサーキットを走行した距離を測定する。規定以上の距離で順位が決定するため、「ライバル」は存在しない。公式塗装、公式ステッカーを装備したマシンのみ登場する。他のマシンは、エンデュランスで1番目に登場するマシンのエンジン音に統一されている(一部例外あり)という調査結果が出ている。1つのシリーズに複数のマシンがある場合は、原則フルアップグレード後のPRが低い順に登場する。制限時間は一周（スタートライン通過）およびプレイヤーと同じく周回しているCPU（段々と速くなっていく）を追い越すことで増加する。追い越されたマシンは数秒後に姿を消す。マシンを追い越すと10秒増加する。ただし、残り時間が89秒を越えることはない。コースを1周したときの制限時間の増加量は、コースの全長によって変化する。例えば、全長が2kmのコースの場合は10秒、4kmの場合は20秒となり、コースの全長と時間増加量は比例する。最大は90秒。オフロード等コース外を走行した時、逆走した時、バックで走行した時の距離は加算されない。タイムアップとなるとアクセルが自動的に解除される。しかし、他のマシンは止まることなく先へ行ってしまう。制限時間が0の状態でも、惰性でマシンを追い越したり、スタートラインを通過すれば、時間が増加され、再びアクセルが効くようになる。制限時間が無い状態で停止（0km/h）または後退などの状態だと終了となる。
ドラッグレース
3連戦のドラッグレースで、勝利数で順位が決まる。ステアリングおよびブレーキ操作は不可で、プレイヤーはアクセル、エンジン起動、シフト操作を行う。なおトランスミッションが存在しない車の場合はシフト操作ができない（起動およびアクセルのみ）。コースによって走行距離が若干異なる。
スピードレコード
1人でサーキット1周を走り、その周内で規定された最高速度を超えることを目指す。制限時間はないため、工夫して走行することも可能である。
オートクロス
サーキットの一部を使用してタイムアタックを行う。
スピードスナップ
サーキットの一部を使用し、ゴール地点の通過速度で順位を決定する。
タイムトライアル
- ローリングスタートのサーキット1周タイムアタック。コース外走行や壁への接触した時点で無効となる。タイムは全プレイヤーで競われ、他プレイヤーのゴーストカーと戦うことも可能。順位はなく、キャリアの場合は完走でクリアとなる。
- タイムトライアルは1回につき「ドライブ値」を使用する。前払いのため、途中で無効となったりアプリを閉じたとしても消費される。ドライブ値は時間回復で、値回復およびストック増加にはゴールドが必要。フルアップグレードされたマシン使用時のみ、ドライブ値は消費されなくなる。
- 定期的に記録はリセットされている。

NASCAR
カップと同じルールであるが他車の後ろを走るとドラフティング（スリップストリーム）が発動し、速度が増加する。この時、画面右上に表示されている速度表示が白から黄色に変化する。なおスリップストリームに関しては通常でも効果はある模様。フォーミュラ1など、一部のモータースポーツカテゴリーのマシンでも発生する。以前まではキャリアの一環となっていたが、IMSAの登場により期間限定シリーズとなった。また、年に1回は必ずアップデートとともにNASCARが追加されるようになる仕様になっている。期間は約100～200日程度。期間までにNASCAR車両をゲットしなければ、NASCARシリーズは後に消滅する。
フォーミュラE
フォーミュラEを使用した一部レースでは、エンジン運転時にバッテリー（充電）が無くなっていくことがある。そのためうまく調整しながら運転を行わないと走行不能に陥ることになる。

### ゲームモード
ロードコレクション
アマチュア、プロ/アマ、プロ、エキスパート、マスター、エリート、レジェンドと順番に分けられている。該当マシンをフルアップグレードすることにより開放される限定シリーズもある。レースでトロフィー（1 - 3位で入手）を獲得し、次のキャリア・レースを開放していく。達成率が25、50、75、100%でボーナス報酬（R＄、ゴールド）も貰える。
モータースポーツ
モータースポーツには、NASCAR、Formula 1、Formula E、Supercar、ユーロ・トラック・マスター、IMSAGTD、IMSAプロトタイプ、エンデュランスGTレーシング、エンデュランス・プロトタイプ…と実際のモータースポーツで活躍するレーシングカーなどが登場する。(NASCAR、Supercarは期間限定で登場)
- キャリア・レース開放に関してはトロフィーの数で決まるため、3位以上であれば順位は関係ない。一方、達成率は1位で終えたほうが高い。
- 各キャリアには本編以外にアップデートや車種限定などの追加キャリアがある。こちらは使用マシンを手に入れていればキャリア進行度に関係なくプレイ可能。
- 限定シリーズは決められたマシンをフルアップグレードすることでプレイが可能となる。
- モタスポカテゴリーでは、キャリアとは違って、自分の好きな車で進行度１００％を達成できる。このため、マシンを全て所有しなくても、100%達成は可能である。

期間限定イベント
- 新マシンを借りて各レースをクリアし、全クリアすることで無料でそのマシンが手に入る。またR＄やゴールドも手に入る。
- 多くのレースではルールに加えて追加の条件が課される。厳しいものからユニークなものまである。
- イベントのうち、「ガントレット」と呼ばれるものは少し形態が異なる。
  - チャレンジをクリアしてポイントを獲得し、ボスチャレンジ（新マシンを使用）で勝利することでポイントが保存されていく。一定のポイントを貯めることで使用マシンが変わっていき、最終的に新マシンが手に入る。
  - チャレンジやボスチャレンジで失敗すると保存していないポイントは消失する（ゴールドまたはR$で回復可能）。失敗した場合、チャレンジの最初に戻される。再挑戦回数に上限はない。
  - 後半のチャレンジほどポイントが多くもらえるが、その分難易度は高い。難しいと感じた場合、最初に戻る戦法も採ることもできる。
  - チャレンジをプレイするたびに「チケット」を使用する。チケットは時間回復（ゴールドで回復可能）。

ウィークリータイムトライアル
- 使用マシンは幅広く、上位を目指す場合は高性能なマシンが必要となる。
- 個々のタイムトライアルは１週間開催されており、1週間ごとに期限となったタイムトライアルが変更されていく形をとっている。
- 結果は一週間ごとに集計され、合計タイムのグループ（上位○%で決定）に応じたゴールドが手に入る。
- 下位のマシンは無料でレンタルできる。アップグレードとカスタマイズも可能。

リアルタイムマルチプレイヤー（オンラインマルチプレイヤー）
- リアルタイムで他プレイヤーとレースを行い、勝利することでレーティングを上昇させていく。
- １週間ごとに三台のマシンが用意される。下位のマシンは無料でレンタル可能。サーキットは15分毎にローテーションされる。
- ある程度自分がいる周辺地域の人が優先され、プラットフォームが異なっていてもマッチング可能。SNSを利用してフレンドと同じグループに入ることもできる。
- コース外を走行、ショートカット、壁に衝突するとペナルティが課せられる。また失格行為も存在する[7]。特にショートカット時のペナルティは大きい。
- 1週間で結果が集計され、ゴールドの報酬が贈られる。またこの時にレーティングはリセットされ、使用マシンも変更される。
- 荒らし対策として、相手は全員ゴーストとなり、マシン同士の衝突ができないようになっている。

## 収録サーキット
26のサーキットが収録されている。そのうちMelbourne（メルボルン）以外は実在するサーキットである。表記はゲーム内に従った。( )内は時間帯を表記している。無表記のものは昼間のみである。
- Autodromo Nazionale Monza(昼間)(朝)
  - Road Course
  - Junior Course
- Brands Hatch
  - Indy Circuit
- Bugatti Circuit(朝)(午後)(夕方)(夜)
- Circuit de Catalunya
  - Club Circuit
  - GP Circuit
  - National Circuit
- Circuit de Monaco
  - Grand Prix Circuit
- Circuit de Spa-Francorchamps
- Circuit des 24 Heures(昼間)(朝)(夕方)(夜)
- Circuit of the Americas
  - Club Circuit
  - Grand Prix Circuit
  - National Circuit
- Daytona International Speedway(昼間)(夕方)(夜)
  - Motorcycle Course
  - Road Course
  - Speedway

※カップ、1 ON 1、エリミネーション、タイムトライアルではローリングスタートとなる。
- Dubai Autodrome
  - Club Circuit
  - Grand Prix Circuit
  - Hill Circuit
  - International Circuit
  - National Circuit
  - Oval Circuit
- Formula E Berlin Circuit
  - Tempelhof Airport
- Formula E Hong Kong Circuit(昼間)(朝)(午後)
- Formula E New York Circuit
- Hockenheimring(昼間)(夜)
  - Grand Prix Circuit
  - National
  - Short
- Indianapolis Motor Speedway(昼間)(朝)
  - Road Course
  - Speedway
- Marina Bay Street Circuit
- Melbourne - オリジナルコース。メルボルンの市街地を走る。
- Mount Panorama(昼間)(朝)(午後)
- Nürburgring(昼間)(朝)(夜)
  - Grand Prix Circuit
  - Müllenbachschleife
  - Sprint Circuit
- Porsche Test Track - ポルシェ社のテストコース(昼間)(明け方)(夜)(夕方)
  - Dynamic Circuit
  - On-road Circuit (Long)
  - On-road Circuit (Short)
- Red Bull Ring(朝)(昼間)(午後)
  - Grand Prix Circuit
  - Südschleife National Circuit
  - Dawn Circuit
  - Sunset Circuit
- Richmond International Raceway
- Silverstone
  - The Bridge Grand Prix Circuit 2009
  - The Grand Prix Circuit
  - The International Circuit
  - The National Circuit
- Suzuka Circuit
  - East Circuit
  - Grand Prix Circuit
  - West Circuit
- WeatherTech Raceway Laguna Seca
- Yas Marina Circuit(昼間)(朝)(夕方)(夜)
  - Grand Prix Circuit

## 登場マシン
ver.10.3時点のマシンは以下の通り。R3 Specはゲームオリジナルのカスタマイズマシンである。またフルアップグレードで限定シリーズが開放されるマシンにはESを付けている。なおNASCARとフォーミュラEに関しては同名の車両をチーム別で使用しており、性能も微妙に異なるが車名自体は差別化されていない。そのため各チームの補足説明を入れている。
- Acura
  - ARX-05
  - NSX(2017)
  - NSX GT3
- Ariel
  - Atom 3.5
  - Atom V8ES

- Alfa Romeo
  - 155 V6 TI ES
  - 4C
  - Giulietta TCR

- Aston Martin
  - DBR1-2
  - DB9
  - One-77ES
  - V12 Vantage SES
  - Valkyrie ES
  - Vanquish
  - Vantage AMR Pro（英語版）ES
  - Vantage GT3
  - Vantage GT4
  - Vantage GTE(2012)
  - Vantage GTE(2017)ES
  - Vantage GTE(2018)
  - Vantage GTE(2019)
  - Vantage N430
  - Vantage 59
  - VulcanES
  - Valhalla
  - V8  Vantage  GT2

- Audi
  -  E-Tron GT Concept ES
  - R8(2021)
  - R8 LMS GT4
  - R8 LMS UltraES
  - R8 V10 Coupe
  - R8 V10 Spyder
  - R15 TDI
  - R18 E-Tron Quattro (2014)
  - R18 E-Tron Quattro (2015)
  - TT RS Coupe(2012)
  - TT RS Coupe(2019)
  - RS5 Coupe
  - RS 3
  - quattro B2

- Apollo
- Intensa Emozione
- Bentley
  - Continental GT Speed
  - Continental GT3 ES
  - Continental Supersports
  - Continental GT Speed (2021)

- BMW
  - 1 Series M Coupé
  - 3.0 CSL
  - 3.0 CSL Hommage R
  - M1ES
  - M2 Competition
  - M3 Coupé
  - M3 GT2 ALMS
  - M3 GTSES
  - M3 [E30]
  - Driving Experience M4 Racing
  - M4 GT4
  - M4(2021)
  - M4 GT3
  - M5ES
  - M6 Coupe
  - M6 GT3
  - M8 GTE
  - Z4 GT3
  - Z4 M Coupe
  - Z4 sDrive35is

- Brabham
  - BT62 ES

- Bugatti
  - Chiron
  - Chiron SportES
  - EB110 Super Sport
  - Veyron 16.4ES
  - Veyron 16.4 Grand Sport VitesseES
  - La Voiture Noire
  - Bolide

- Cadillac
  - DPI-V.R
  - CT5-V  Blackwing

- Caterham
  - Seven 620 R（英語版）

- Chevrolet
  - '69 Stingray 427
  - Camaro GT4.R
  - Camaro ZL1Camaro ZL1 １LE
  - Camaro SS(1967)
  - Camaro SS(2017)
  - Cobalt SS
  - Corvette C6.R GT2 ES
  - Corvette C7.R
  - Corvette C7 ZR1
  - Corvette C8.R(2020)
  - Corvette C8 Z06
  - Corvette Stingray Z51
  - Corvette ZR1
  - Corvette Grand Sport
  - Camaro Z/28(Racing)
  - SS（英語版）
    - Hendrick Motorsports 2015
    - Hendrick Motorsports 2016
    - Hendrick Motorsports 2017
    - NASCAR Academy
    - Stewart-Haas Racing 2015
    - Stewart-Haas Racing 2016

- Dodge
  - Challenger RT(1971)
  - Challenger R/T
  - Challenger SRT8
  - Challenger SRT Hellcat（ドイツ語版）ES
  - Charger RT(1969)
  - Charger R/T
  - Charger SRT8
  - Viper SRT10 Coupe
  - Viper SRT10 ACR-X

- F1
  - AMG GT R F1® Safety Car
  - F1 Academy Car
  - Formula 1® Esports Challenger
  - C38
  - C39
  - C41
  - SF90
  - SF21
  - SF1000
  - VF-19
  - VF-20
  - VF-21
  - MCL34
  - MCL35
  - MCL35M
  - F1 W10 EQ Power+
  - F1 W11 EQ Performance
  - F1 W12 E Perfoemance
  - RP19
  - RP20
  - RB15
  - RB16
  - RB16B
  - R.S.19
  - R.S.20
  - STR14
  - AT01
  - ATO2
  - FW42
  - FW43
  - FW43B
  - AMR21

- Ferrari
  - 250 GTO
  - 360modena
  - 375 F1
  - 412 T2
  - 458 Italia
  - 458 Spider
  - 488GTE
  - 488GTE Evo(AF Corse)
  - 488GT3 ES
  - 500TRC
  - 599 GTO
  - 812 SuperfastES
  - Enzo FerrariES
  - F8TributoES
  - F12Berlinetta
  - F12TDFES
  - F14 TES
  - F40
  - F40 LM ES
  - F430
  - F50
  - FF
  - FXX KES
  - FXX K EvoES
  - J50
  - LaFerrariES
  - TestarossaES

- Ford
  - Falcon FG X (2016)
  - Falcon FG X (2017)
  - Focus RS
  - Fusion
    - NASCAR Academy
    - Richard Petty Motorsports
    - Stewart-Haas Racing
    - Penske Racing 2015
    - Penske Racing 2016

  - Ford GT
  - Ford GT FIA GT1
  - GT(2017)ES
  - GT Le Mans(2016)
  - GT Le Mans(2019) ES
  - Mustang GT Premium
  - Shelby GT350R
  - Shelby GT350R R3 Spec
  - Shelby GT500
  - Shelby GT500(2020) ES
- Formula E
  - SRT_01E
    - ABT Schaeffler FE02
    - NextEV TCR Formula 002
    - Renault Z.E.16
    - SEASON 4

  - SRT05E
  - Audi E-Tron FE06
  - Audi E-Tron FE06
  - BMW IFE.20
  - DS E-Tense FE20
  - Jaguar I-Type 4
  - Mahindra M6Electro
  - Mercedes-Benz EQ Silver Arrow 01
  -  Mercedes-Benz EQ Silver Arrow 01
  - NIO FE-006
  - Nissan IM02
  - Penske EV-4
  - Porsche 99X Electric
  - SRT05E Season6
  - FE07
  - NIO 333 001
  - EV－5
  - FE21
  - 99X Electric
  - IーType05
  - IMO3
  - M8 Electro
  -  Mercedes-Benz EQ Silver Arrow 02

- Hennessey
  - Venom GTES
  - Venom F5
- Holden
  - Commodore VF (2016)
  - Commodore VF (2017)

- Honda
  - Civic Type-RES
  - Integra Type-R
  - NSX-RES
  - S2000 GT

- Hyundai
  - i20 WRC
  - Veloster Turbo

- Jaguar
  - C-X75ES
  - C-X75 R3 Spec
  - F-Type SVRES
  - Lightweight E-Type
  - XE SV Project 8
  - XJ220ES
  - XJR-9

- Koenigsegg
  - Agera
  - Agera R
  - Agera RSES
  - CCXR
  - Jescko
  - One:1（フランス語版）ES
  - RegeraES

- KTM
  - X-Bow R

- Lamborghini
  - Asterion LPI 910-4
  - Aventador LP 700-4
  - Aventador SVJES
  - Centenario LP 770-4ES
  - Countach
  - Countach　LPI800－4
  - Diablo SV
  - Essenza SCV12 ES
  - Gallardo LP560-4ES
  - Gallardo LP560 GT3
  - Huracán GT3
  - Huracán LP 610-4
  - Huracán PerformanteES
  - Huracán R3 Spec
  - Huracán Super Trofeo EVO
  - Huracán STO
  - Miura
  - Murcielago R-SV GT1
  - Sesto Elemento
  - VenenoES
  - Sian FKP37

- Lancia
  - LC2

- Lexus
  - IS F (2013)
  - IS 350 F Sport (2014)
  - LFA

- Lotus
  - ロータス・3-イレブン
  - Exige 360 Cup
  - Type 125（イタリア語版）ES
  - Evija

- Maserati
  - Granturismo MC Stradale
  - Granturismo MC Stradale (Limited)

- Mazda
  - 787B
  - FuraiES
  - RX-3
  - RT24-P
  - RX-7 Spirit R (FD)ES

- McLaren
  - 570GT
  - 600LT
  - 650S GT3ES
  - 675LT
  - 720S CoupeES
  - 720S GT3 ES
  - 765LT ES
  - F1
  - F1 GTR
  - MP4/4ES
  - MP4-12C
  - MP4-12C Spider
  - MP4-XES
  - P1TM ES
  - P1TM GTRES
  - Senna ES
  - Senna GTR ES

- Mercedes-Benz / Mercedes-AMG
  - 190E 2.5-16 Evolution IIES
  - AMG A 45
  - AMG GT3ES
  - AMG GT4
  - AMG GT Black Series
  - C11ES
  - C63 Touring Car
  - C63S
  - CLK-LMES
  - SL 65 AMG Black Series
  - SLR McLaren 722
  - SLS AMG
  - SLS AMG GT3

- Nissan
  - 240Z(S30)
  - 240Z(S30) R3 SpecES
  - 300ZX (Z32)
  - 370Z Nismo(Z34)ES
  - 370Z Nismo(Z34) R3 Spec
  - Altima (2016)
  - Altima (2017)
  - Fairlady Z (Z33)
  - Fairlady Z (Z34)
  - GT-R LM Nismo (2015)
  - GT-R Premium(R35)
  - GT-R Nismo(R35)
  - GT-R(R35) R3 SpecES
  - JR Motorsports GT-R GT1
  - R390 GT1
  - Silvia (S15)
  - Silvia(S15) R3 SpecES
  - Skyline 2000 GT-R (KPGC10)
  - Skyline GT-R Group A (BNR32)
  - Skyline GT-R V-Spec(R33)
  - Skyline GT-R V-Spec (R34)ES
  - Skyline GT-R(R34) R3 Spec
  - Sumo Power GT GT-R GT1
  - Leaf nismo RC

- Pagani
  - Huayra
  - Huayra BCES
  - Zonda F
  - Zonda RES

- Porsche
  - 911 Carrera 2 Speedster (1993)
  - 911 Carrera RS 2.7 (1972)
  - 911 Carrera RS 3.8 (1995)
  - 911 Carrera S
  - 911 GT1 98ES
  - 911 GT2 (2003)
  - 911 GT2 RSES
  - 911 GT2 RS ClubsportES
  - 911 GT2 RS Clubsport 25
  - 911 GT3 RES
  - 911 GT3 RS(2018)
  - 911 GT3 (2021)
  - 911 GT3 Cup
  - 911 GT3 RS
  - 911 GT3 RS 4.0
  - 911 RSR (2013)
  - 911 RSR (2014)
  - 911 RSR (2015)
  - 911 RSR (2016)
  - 911 RSR (2017)
  - 911 RSR(2018)
  - 911 RSR(2019)
  - 911 RSR(2020)
  - 911 RSR(2021)
  - 911 GT3 RSR (997)
  - 911 Targa (1974)
  - 911 Turbo (2009)
  - 911 Turbo S(992型)
  - 718 Cayman GT4 Clubsport
  - 718 Cayman GT4 RS
  - 718 RSK
  - 909 Beagspyder
  - 917k
  - 918 RSR ConceptES
  - 918 Spyder Concept
  - 918 Spyder Weissach Package
  - 919 Hybrid (2014)
  - 919 Hybrid (2015)
  - 919 Hybrid EvoES
  - 935
  - 935(2019) ES
  - 936/77 SpyderES
  - 959 Sport
  - 962C
  - Boxster GTS
  - Carrera GT
  - Cayman GT4
  - Cayman S
  - RS Spyder Evo
  - Taycan Turbo S ES

- Renault
  - Clio Cup（英語版）
  - DeZir Concept
  - Megane R.S. 275 Trophy - R
  - R.S. 01ES

- Shelby
  - '66 Cobra 427®
  - '67 Cobra GT500

- Spada（イタリア語版）
  - Codatronca Barchetta（英語版）
  - Codatronca TS（英語版）

- SRT
  - Viper GTS

- Toyota
  - Camry
    - Joe Gibbs Racing 2015
    - Joe Gibbs Racing 2016
    - Joe Gibbs Racing 2017
    - Sunoco

  - TS040 Hybrid (2014)

- Volkswagen
  - ID.R
  - Golf GTI (2021)
  - XL Sport